# Туломозерская волость
Туломозерская во́лость — волость в составе Олонецкого уезда Олонецкой губернии. Волость состояла из 62 населённых пунктов (1905 год). Волостное правление располагалось в селении Палалахта.
В настоящее время территория Туломозерской волости относится в основном к Пряжинскому району Республики Карелия.

## География
Самым удалённым от волостного правления поселением было Нискозеро (43 версты)..

## История
В 1836 году Туломозерская волость переименована в Кинелахтинскую с центром в Кинелахте.
Восстановлена с 1 января 1887 года в составе Сармяжского и Пульчельского сельских обществ Ведлозерской волости.
Постановлением ВЦИК и СНК РСФСР от 4 августа 1920 года в населённых карелами местностях Олонецкой и Архангельской губерний была образована Карельская трудовая коммуна и волость вошла в состав Карельской трудовой коммуны. В 1923 году волость вошла в состав образованной Автономной Карельской ССР.
В ходе реформы административно-территориального деления СССР в 1927 году волость была упразднена, а её территория вошла в Видлицкий район.

## Состав

### Сельские общества
В состав волости входили сельские общества, включающие 62 деревни:
- Пульчельское общество
- Сармяжское общество
- Туломозерское общество

### Насёленные пункты
| Пульчельское общество                      |       |         |       |              |
| Поселение                                  | Семей | Человек | До ВП | Школа        |
| Кормилиста при озере Куйкозере             | 25    | 144     | 15    | В 14 верстах |
| Гижезеро при озере Хиж-яры                 | 4     | 22      | 14    | В 13 верстах |
| Пульчейла при ручье Омсе-оя                | 17    | 82      | 18    | В 20 верстах |
| Новая-Заживка при озере Пульчейле          | 7     | 48      | 19    | В 20 верстах |
| Пекон Мяги при озере Пульчейле             | 1     | 1       | 19    | В 20 верстах |
| Койву-Сельга (Алазий) Еройлу]] при колодце | 9     | 47      | 16    | В 18 верстах |
| Ершила при реке Терой-оя                   | 7     | 31      | 16    | В 18 верстах |
| Суон-Кулку при колодце                     | 3     | 14      | 16    | В 18 верстах |
| Бяккейла при колодце                       | 3     | 10      | 16    | В 18 верстах |
| Итого                                      | 76    | 399     |       | 0            |

| Сармяжское общество          |       |         |       |               |
| Поселение                    | Семей | Человек | До ВП | Школа         |
| Пажала при реке Норавжее     | 19    | 72      | 11    | В 1 версте    |
| Донская при колодце          | 2     | 8       | 11    | В 1 версте    |
| Кейкула при реке Коллас      | 6     | 27      | 11    | В 0,2 версты  |
| Исаккала при озере Мудолахте | 5     | 29      | 12    | В 1,5 верстах |
| Сона при колодце             | 23    | 168     | 23    | В 6 верстах   |
| Силкала при колодце          | 6     | 34      | 24    | В 6 верстах   |
| Юдина при ручье Соне         | 3     | 14      | 25    | В 8 верстах   |
| Маккоя при озере Болом       | 2     | 16      | 24    | В 9 верстах   |
| Ануфриева при колодцах       | 4     | 23      | 22    | В 5 верстах   |
| Луккала при колодцах         | 10    | 53      | 18    | Есть          |
| Сармяги при колодцах         | 28    | 111     | 18    | В 1 версте    |
| Нискозеро при реке Суояне    | 6     | 23      | 43    | В 24 верстах  |
| Итого                        | 114   | 578     |       | 1             |

| Туломозерское общество                               |       |         |       |                   |
| Поселение                                            | Семей | Человек | До ВП | Школа             |
| Робогола при озере Туломозере                        | 5     | 32      | 9     | В 0,5 версты      |
| Гаройла при озере Туломозере                         | 8     | 43      | 10    | В 0,5 версты      |
| Кягой-Мяги при колодце и озере Летояре за 1/4 версты | 1     | 6       | 17    | В 5 верстах       |
| Кирьявала при озере Туломозере                       | 19    | 82      | 8     | В 1 версте        |
| Кийки при реке Наравоже                              | 5     | 34      | 10    | В 3 верстах       |
| Ивкила-Лахта при озере Туломозере                    | 7     | 24      | 8     | В 1 версте        |
| Нужала при озере Туломозере                          | 3     | 16      | 8     | В 1 версте        |
| Радила при озере Туломозере                          | 12    | 67      | 9,5   | В 0,75 версты     |
| Палляла при озере Туломозере                         | 13    | 67      | 9     | В 1 версте        |
| Нехпойла при озере Туломозере                        | 21    | 106     | 8,5   | В 1 версте        |
| Колат-сельга при реке Коллас                         | 42    | 215     | 10    | Есть              |
| Онни при колодце                                     | 2     | 8       | 15    | В 6 верстах       |
| Ивкожа при реке Мударвен-ое                          | 4     | 29      | 14    | В 7 верстах       |
| Галлей при колодце                                   | 3     | 11      | 13    | В 6 верстах       |
| Агий при колодце                                     | 6     | 29      | 12    | В 6 верстах       |
| Кижала при озере Туломозере                          | 11    | 53      | 3     | В 0,5 версты      |
| Гилкожи при реке Туломе                              | 5     | 27      | 7     | В 3 верстах       |
| Евен-Суо при реке Туломе                             | 7     | 35      | 7     | В 3 верстах       |
| Мандера при озере Туломозере                         | 15    | 66      | 4     | В 2 верстах       |
| Онжала при озере Туломозере                          | 5     | 35      | 2     | В 0,5 версты      |
| Валасила при озере Туломозере                        | 8     | 50      | 3     | В 2 верстах       |
| Ребойла при озере Туломозере                         | 12    | 74      | 3     | В 2 верстах       |
| Каннила при озере Туломозере                         | 4     | 16      | 3     | В 2 верстах       |
| Вохтозеро при озере Туломозере                       | 18    | 93      | 2     | Есть              |
| Погост при озере Туломозере                          | 2     | 13      | 2     | В смежном селении |
| Кохту сельга при озере Туломозере                    | 21    | 116     | 1     | В 2 верстах       |
| Березов-Наволок Большой при озере Туломозере         | 16    | 97      | 2     | В 1 версте        |
| Ресмоин-мяги при озере Туломозере                    | 3     | 15      | 2     | В 1 версте        |
| Малый Березов-Наволок при озере Туломозере           | 11    | 51      | 2     | В 1 версте        |
| Сиргой при колодце                                   | 2     | 7       | 13    | В 12 верстах      |
| Гижезеро при озере Гижезере                          | 1     | 2       | 14    | В 13 верстах      |
| Палалахта при озере Туломозере                       | 43    | 256     | 0     | В 1,5 верстах     |
| Кондройла при колодце                                | 7     | 45      | 14    | В 3 верстах       |
| Леписто-зиму при озере Онгимусе                      | 3     | 12      | 15    | В 15 верстах      |
| Кала-ярви при озере Кала-ярви                        | 1     | 8       | 17    | В 8 верстах       |
| Киннас-ярви при колодце                              | 1     | 4       | 20    | В 11 верстах      |
| Онги-Ламба при колодце                               | 1     | 7       | 18    | В 8 верстах       |
| Сувен-Хауду при колодце                              | 1     | 7       | 16    | В 8 верстах       |
| Ваха-ярви при реке Лойлоле                           | 1     | 5       | 13    | В 6 верстах       |
| Коскен-Нишку при реке Лойлоле                        | 1     | 5       | 15    | В 4 верстах       |
| Петровка Общества «Сталь» при озере Оя-ярви          | 10    | 63      | 0     | В смежном селении |
| Итого                                                | 361   | 1931    |       | 2                 |

## Население
На 1890 год численность населения волости составляла 2417 человек.
На 1905 год численность населения волости составляла 2908 человек.

## Инфраструктура
Личное подсобное хозяйство с зоной сельскохозяйственного использования, индивидуальная застройка усадебного типа. На 1905 год насчитывалось 498 лошадей, 936 коров и 2215 голов прочего скота.